# راكان الحافظي
راكان الحافظي (مواليد 11 سبتمبر 1995) هو لاعب كرة قدم سعودي يلعب حاليًا في نادي الذهب.

## مسيرة اللاعب
كانت بداياته مع نادي أحد و وصل للفريق الأول في عام 2016 و أعير إلى نادي الأنصار في عام 2020 و أعير إلى نادي الساحل في صيف 2020 و لعب بعدها مع نادي الوشم ونادي الذهب.

## روابط خارجية
- راكان الحافظي على موقع قاعدة بيانات كرة القدم.إي يو (الإنجليزية)
- راكان الحافظي على موقع Soccerway.com (الإنجليزية)
- راكان الحافظي على موقع كووورة